# Принстаун (Нью-Йорк)
Принстаун (англ. Princetown) — місто (англ. town) в США, в окрузі Скенектеді штату Нью-Йорк. Населення — 2024 особи (2020).

## Демографія
Згідно з переписом 2010 року, у місті мешкало 2115 осіб у 826 домогосподарствах у складі 614 родин. Було 874 помешкання
Расовий склад населення:
| - 96,8 % — білих - 1,2 % — азіатів - 0,4 % — корінних американців - 0,4 % — чорних або афроамериканців |

До двох чи більше рас належало 0,9 %. Частка іспаномовних становила 1,1 % від усіх жителів.
За віковим діапазоном населення розподілялося таким чином: 19,0 % — особи молодші 18 років, 66,3 % — особи у віці 18—64 років, 14,7 % — особи у віці 65 років та старші. Медіана віку мешканця становила 46,5 року. На 100 осіб жіночої статі у місті припадало 100,5 чоловіків;  на 100 жінок у віці від 18 років та старших — 103,4 чоловіків також старших 18 років.
Середній дохід на одне домашнє господарство  становив 97 839 доларів США (медіана — 84 750), а середній дохід на одну сім'ю — 100 058 доларів (медіана — 86 607). Медіана доходів становила 64 500 доларів для чоловіків та 51 447 доларів для жінок. За межею бідності перебувало 4,0 % осіб, у тому числі 2,1 % дітей у віці до 18 років та 6,3 % осіб у віці 65 років та старших.
Цивільне працевлаштоване населення становило 934 особи. Основні галузі зайнятості: освіта, охорона здоров'я та соціальна допомога — 27,1 %, науковці, спеціалісти, менеджери — 10,4 %, публічна адміністрація — 10,0 %, будівництво — 9,9 %.